# Tobías Rubio
Tobías Javier Rubio (ur. 27 lipca 2004 w Avellanedzie) – argentyński piłkarz występujący na pozycji prawego lub środkowego obrońcy, od 2024 roku zawodnik Defensa y Justicia.